# Małgorzata Dłużewska

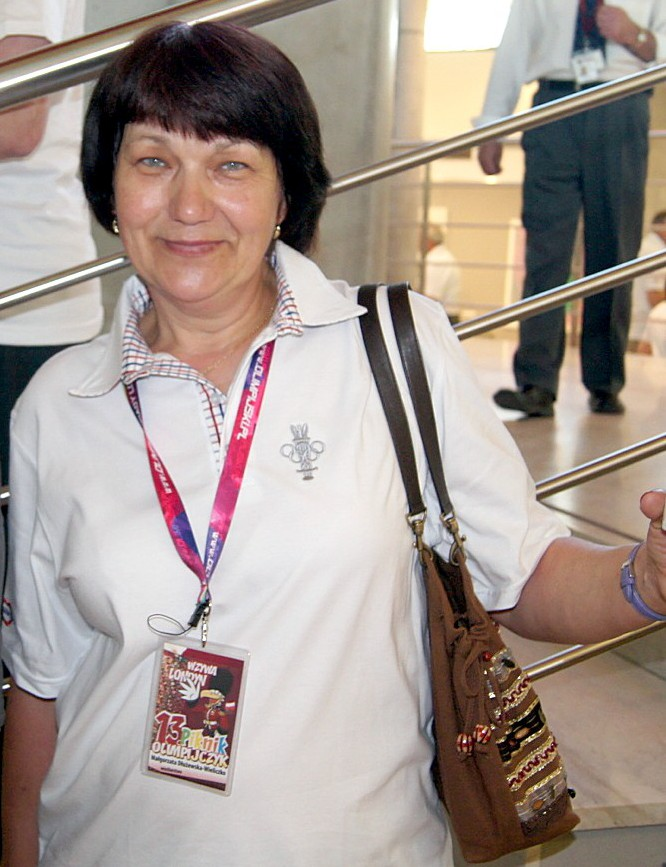
Małgorzata Dłużewska-Wieliczko (2012)

Małgorzata Dłużewska, nach Heirat Wieliczko, (* 1. August 1958 in Koronowo) ist eine ehemalige polnische Ruderin.
Bei den Ruder-Weltmeisterschaften 1979 in Bled siegte im Zweier ohne Steuerfrau das Boot aus der DDR mit Ute Steindorf und Cornelia Bügel vor dem rumänischen Boot, dahinter gewannen die Polinnen Małgorzata Dłużewska und Czesława Kościańska die Bronzemedaille. Bei den Olympischen Spielen 1980 in Moskau siegten Ute Steindorf und Cornelia Klier(-Bügel) mit einer halben Sekunde Vorsprung vor den beiden Polinnen, dahinter gewann das Boot aus Bulgarien die Bronzemedaille vor den Rumäninnen. 1981 belegten Dłużewska und Kościańska den fünften Platz bei den Weltmeisterschaften in München. Im Jahr darauf gewannen die beiden Polinnen bei den Weltmeisterschaften in Luzern Silber hinter Silvia Fröhlich und Marita Sandig aus der DDR.
Die 1,77 m große Małgorzata Dłużewska ist die Mutter der Ruderin Marta Wieliczko, Weltmeisterin 2018 im Doppelvierer.